# Mistrovství světa v alpském lyžování 2023 – superkombinace mužů
Superkombinace mužů na Mistrovství světa v alpském lyžování 2023 se konala v úterý 7. února 2023 jako první mužský závod světového šampionátu v Courchevelu a Méribelu. Superobří slalom na courchevelské sjezdovce L'Éclipse odstartoval v 11.00 hodin místního času. Odpolední slalom na něj navázal od 14.30 hodin. Do závodu nastoupilo 54 lyžařů z 23 států.
Úřadující olympijský šampion, Rakušan Johannes Strolz, figuroval po superobřím slalomu na 29. místě. Ve druhé, slalomové části, však nedojel do cíle.

## Medailisté
Mistrem světa se stal jeden z favoritů, 31letý Francouz Alexis Pinturault, celkový vítěz Světové poháru 2020/2021, jenž vybojoval jediné zlato pro hositele šampionátu Francii. Navázal tak kombinační vítězství z Åre 2019 a stříbro z Cortiny d'Ampezzo 2021. Druhý dojel rovněž na pchjongčangské olympiádě 2018. Na světových šampionátech získal sedmou medaili, z toho šestou v individuálních soutěžích.
O jednu desetinu sekundy za vítězem zaostal obhájce zlata,  27letý Rakušan Marco Schwarz, který si z mistrovství světa odvezl šestý cenný kov, z toho pátý individuální. O výhru se připravil chybou ve velmi přesazených branách v samém závěru slalomu.
Bronz si odvezl 25letý Rakušan Raphael Haaser, jenž na světových šampionátech odjel první závod a na vítěze ztratil čtyřicet čtyři setin sekundy. Na vrcholných světových akcích získal první medaili. Navázal tak na bronz sestry Ricardy Haaserové ze superkombinace žen konané o den dříve.

## Výsledky
| P                                                                   | SČ | lyžař                    | stát               | Super-G              | pořadí               | slalom               | pořadí               | celkově              | ztráta               |
| ------------------------------------------------------------------- | -- | ------------------------ | ------------------ | -------------------- | -------------------- | -------------------- | -------------------- | -------------------- | -------------------- |
| Zlatá medaile                                                       | 5  | Alexis Pinturault        | Francie            | 1:08,25              | 1.                   | 45,06                | 3.                   | 1:53,31              | —                    |
| Stříbrná medaile                                                    | 12 | Marco Schwarz            | Rakousko           | 1:08,31              | 2.                   | 45,10                | 4.                   | 1:53,41              | +0,10                |
| Bronzová medaile                                                    | 11 | Raphael Haaser           | Rakousko           | 1:08,39              | 3.                   | 45,36                | 6.                   | 1:53,75              | +0,44                |
| 4.                                                                  | 25 | River Radamus            | USA                | 1:08,84              | 5.                   | 45,16                | 5.                   | 1:54,00              | +0,69                |
| 5.                                                                  | 19 | Atle Lie McGrath         | Norsko             | 1:09,50              | 10.                  | 44,53                | 1 .                  | 1:54,03              | +0,72                |
| 6.                                                                  | 17 | Loïc Meillard            | Švýcarsko          | 1:09,59              | 12.                  | 44,92                | 2.                   | 1:54,51              | +1,20                |
| 7.                                                                  | 22 | Tobias Kastlunger        | Itálie             | 1:10,47              | 23.                  | 45,83                | 7.                   | 1:56,30              | +2,99                |
| 8.                                                                  | 36 | Albert Ortega            | Španělsko          | 1:10,18              | 21.                  | 46,63                | 8.                   | 1:56,81              | +3,50                |
| 9.                                                                  | 45 | Erik Arvidsson           | USA                | 1:10,65              | 27.                  | 47,09                | 9.                   | 1:57,74              | +4,43                |
| 10.                                                                 | 16 | Ryan Cochran-Siegle      | USA                | 1:09,73              | 16.                  | 48,83                | 12.                  | 1:58,56              | +5,25                |
| 11.                                                                 | 13 | Barnabás Szőllős         | Izrael             | 1:10,54              | 25.                  | 48,05                | 11.                  | 1:58,59              | +5,28                |
| 12.                                                                 | 39 | Christian Borgnæs        | Dánsko             | 1:11,31              | 36.                  | 47,43                | 10.                  | 1:58,74              | +5,43                |
| 13.                                                                 | 26 | Simon Jocher             | Německo            | 1:09,64              | 13.                  | 49,17                | 14.                  | 1:58,81              | +5,50                |
| 14.                                                                 | 9  | Marco Pfiffner           | Lichtenštejnsko    | 1:10,93              | 34.                  | 49,16                | 13.                  | 2:00,09              | +6,78                |
| 15.                                                                 | 34 | Tvrtko Ljutić            | Chorvatsko         | 1:12,48              | 40.                  | 50,16                | 17.                  | 2:02,64              | +9,33                |
| 16.                                                                 | 37 | Elvis Opmanis            | Lotyšsko           | 1:13,23              | 43.                  | 49,58                | 15.                  | 2:02,81              | +9,50                |
| 17.                                                                 | 42 | Owen Vinter              | Spojené království | 1:11,81              | 38.                  | 51,13                | 18.                  | 2:02,94              | +9,63                |
| 18.                                                                 | 27 | Juhan Luik               | Estonsko           | 1:10,89              | 33.                  | 52,24                | 19.                  | 2:03,13              | +9,82                |
| 19.                                                                 | 46 | Benjamin Szőllős         | Izrael             | 1:14,95              | 45.                  | 50,10                | 16.                  | 2:05,05              | +11,74               |
| 20.                                                                 | 52 | Arnaud Alessandria       | Monako             | 1:12,13              | 39.                  | 53,37                | 20.                  | 2:05,50              | +12,19               |
| 21.                                                                 | 33 | Jaakko Tapanainen        | Finsko             | 1:11,00              | 35 .                 | 54,54                | 21.                  | 2:05,54              | +12,23               |
| 22.                                                                 | 51 | Ed Guigonnet             | Spojené království | 1:13,07              | 42.                  | 1:02,31              | 22.                  | 2:15,38              | +22,07               |
| —                                                                   | 14 | Justin Murisier          | Švýcarsko          | 1:09,28              | 6.                   | nedojel do cíle      | nedojel do cíle      | nedojel do cíle      | nedojel do cíle      |
| —                                                                   | 23 | Stefan Babinsky          | Rakousko           | 1:09,42              | 8.                   | nedojel do cíle      | nedojel do cíle      | nedojel do cíle      | nedojel do cíle      |
| —                                                                   | 3  | Jeffrey Read             | Kanada             | 1:09,58              | 11.                  | nedojel do cíle      | nedojel do cíle      | nedojel do cíle      | nedojel do cíle      |
| —                                                                   | 8  | Broderick Thompson       | Kanada             | 1:10,05              | 19.                  | nedojel do cíle      | nedojel do cíle      | nedojel do cíle      | nedojel do cíle      |
| —                                                                   | 1  | Jan Zabystřan            | Česko              | 1:10,20              | 22.                  | nedojel do cíle      | nedojel do cíle      | nedojel do cíle      | nedojel do cíle      |
| —                                                                   | 30 | Giovanni Borsotti        | Itálie             | 1:10,50              | 24.                  | nedojel do cíle      | nedojel do cíle      | nedojel do cíle      | nedojel do cíle      |
| —                                                                   | 44 | Elian Lehto              | Finsko             | 1:10,65              | 27.                  | nedojel do cíle      | nedojel do cíle      | nedojel do cíle      | nedojel do cíle      |
| —                                                                   | 4  | Luke Winters             | USA                | 1:10,73              | 29.                  | nedojel do cíle      | nedojel do cíle      | nedojel do cíle      | nedojel do cíle      |
| —                                                                   | 6  | Johannes Strolz          | Rakousko           | 1:10,73              | 29.                  | nedojel do cíle      | nedojel do cíle      | nedojel do cíle      | nedojel do cíle      |
| —                                                                   | 40 | Nejc Naraločnik          | Slovinsko          | 1:10,86              | 32.                  | nedojel do cíle      | nedojel do cíle      | nedojel do cíle      | nedojel do cíle      |
| —                                                                   | 29 | Rok Ažnoh                | Slovinsko          | 1:11,43              | 37.                  | nedojel do cíle      | nedojel do cíle      | nedojel do cíle      | nedojel do cíle      |
| —                                                                   | 47 | Tiziano Gravier          | Argentina          | 1:13,01              | 41.                  | nedojel do cíle      | nedojel do cíle      | nedojel do cíle      | nedojel do cíle      |
| —                                                                   | 49 | Ivan Kovbasňuk           | Ukrajina           | 1:13,72              | 44.                  | nedojel do cíle      | nedojel do cíle      | nedojel do cíle      | nedojel do cíle      |
| —                                                                   | 20 | Vincent Kriechmayr       | Rakousko           | 1:08,83              | 4.                   | nenastoupil na start | nenastoupil na start | nenastoupil na start | nenastoupil na start |
| —                                                                   | 15 | Aleksander Aamodt Kilde  | Norsko             | 1:09,30              | 7.                   | nenastoupil na start | nenastoupil na start | nenastoupil na start | nenastoupil na start |
| —                                                                   | 18 | Stefan Rogentin          | Švýcarsko          | 1:09,43              | 9.                   | nenastoupil na start | nenastoupil na start | nenastoupil na start | nenastoupil na start |
| —                                                                   | 10 | James Crawford           | Kanada             | 1:09,71              | 14.                  | nenastoupil na start | nenastoupil na start | nenastoupil na start | nenastoupil na start |
| —                                                                   | 53 | Andreas Sander           | Německo            | 1:09,72              | 15.                  | nenastoupil na start | nenastoupil na start | nenastoupil na start | nenastoupil na start |
| —                                                                   | 7  | Brodie Seger             | Kanada             | 1:09,74              | 17.                  | nenastoupil na start | nenastoupil na start | nenastoupil na start | nenastoupil na start |
| —                                                                   | 38 | Romed Baumann            | Německo            | 1:09,91              | 18.                  | nenastoupil na start | nenastoupil na start | nenastoupil na start | nenastoupil na start |
| —                                                                   | 2  | Nils Allègre             | Francie            | 1:10,07              | 20.                  | nenastoupil na start | nenastoupil na start | nenastoupil na start | nenastoupil na start |
| —                                                                   | 48 | Blaise Giezendanner      | Francie            | 1:10,63              | 26.                  | nenastoupil na start | nenastoupil na start | nenastoupil na start | nenastoupil na start |
| —                                                                   | 28 | Martin Čater             | Slovinsko          | 1:10,84              | 31.                  | nenastoupil na start | nenastoupil na start | nenastoupil na start | nenastoupil na start |
| —                                                                   | 32 | Adrian Smiseth Sejersted | Norsko             | nedojel do cíle      | nedojel do cíle      | nedojel do cíle      | nedojel do cíle      | nedojel do cíle      | nedojel do cíle      |
| —                                                                   | 35 | Miha Hrobat              | Slovinsko          | nedojel do cíle      | nedojel do cíle      | nedojel do cíle      | nedojel do cíle      | nedojel do cíle      | nedojel do cíle      |
| —                                                                   | 41 | Sven von Appen           | Chile              | nedojel do cíle      | nedojel do cíle      | nedojel do cíle      | nedojel do cíle      | nedojel do cíle      | nedojel do cíle      |
| —                                                                   | 50 | Lauris Opmanis           | Lotyšsko           | nedojel do cíle      | nedojel do cíle      | nedojel do cíle      | nedojel do cíle      | nedojel do cíle      | nedojel do cíle      |
| —                                                                   | 54 | Roy-Alexander Steudle    | Spojené království | nedojel do cíle      | nedojel do cíle      | nedojel do cíle      | nedojel do cíle      | nedojel do cíle      | nedojel do cíle      |
| —                                                                   | 24 | Dominik Paris            | Itálie             | diskvalifikován      | diskvalifikován      | diskvalifikován      | diskvalifikován      | diskvalifikován      | diskvalifikován      |
| —                                                                   | 31 | Marco Odermatt           | Švýcarsko          | diskvalifikován      | diskvalifikován      | diskvalifikován      | diskvalifikován      | diskvalifikován      | diskvalifikován      |
| —                                                                   | 43 | Mattia Casse             | Itálie             | diskvalifikován      | diskvalifikován      | diskvalifikován      | diskvalifikován      | diskvalifikován      | diskvalifikován      |
| —                                                                   | 21 | Cyprien Sarrazin         | Francie            | nenastoupil na start | nenastoupil na start | nenastoupil na start | nenastoupil na start | nenastoupil na start | nenastoupil na start |
| Super-G odstartovalo v 11.00 hodin a slalom ve 14.30 hodin (UTC+1). |    |                          |                    |                      |                      |                      |                      |                      |                      |